# Halle (Westfalen)
 For alternative betydninger, se Halle. (Se også artikler, som begynder med Halle)
Halle (også kaldet Halle in Westfalen for at adskille den fra Halle an der Saale) er en by i den tyske delstat Nordrhein-Westfalen. Den ligger ca. 30 km sydøst for Osnabrück og 10 km nordvest for Bielefeld. Byen har omtrent 21.000 indbyggere.
Byen er vært for en årlig ATP tennis turnering, som spilles på græs. Turneringen ligger nogle få uger før Wimbledon og betragtes som opvarmning til denne turnering.